# Moritz Hegewald
Moritz Hegewald (* 1. September 1981 in Leipzig) ist ein deutscher Schauspieler.
Der Sohn der Schauspielerin Valeska Hegewald wurde vor allem durch die Fernseh-Serie Marienhof bekannt, in der er 2000 den jungen drangsalierten und schließlich Amok laufenden Soldaten  Benjamin „Blümchen“ Cramer spielte. Weitere Rollen waren der Stricher Kevin in Lars Montags Krimi Sommernachtstod und Serien-Rollen in Sommer und Bolten: Gute Ärzte, keine Engel, Unser Charly, Küstenwache, Für alle Fälle Stefanie, Alarm für Cobra 11, Die Stadtklinik.